# غلاملی
غلاملی (به لاتین: Gyulamli) یک منطقه مسکونی در جمهوری آذربایجان است که در شهرستان شابران واقع شده است.